# جيرد دايس
جيرد دايس (بالألمانية: Gerd Dais)‏ هو مدرب كرة قدم ولاعب كرة قدم ألماني في مركز الوسط، ولد في 11 أغسطس 1963 في هايدلبرغ في ألمانيا. لعب مع فالدهوف مانهايم ونادي ساندهاوزن ونادي كارلسروه ونادي هامبورغ 08.

## وصلات خارجية
- جيرد دايس على موقع قاعدة بيانات كرة القدم.إي يو (الإنجليزية)
- جيرد دايس على موقع بيانات كرة القدم. دي إي (الألمانية)
- جيرد دايس على موقع عالم كرة القدم.نت (الإنجليزية)